# Dušan Bajević
Dušan Bajević (srbskou cyrilicí Душан Бајевић; * 10. prosince 1948, Mostar) je bývalý jugoslávský fotbalista bosenskosrbské národnosti, útočník. V roce 1972 byl vyhlášen jugoslávským Fotbalistou roku. V sezóně 1969/1970 byl nejlepším střelcem jugoslávské fotbalové ligy. V sezóně 1979/1980 byl nejlepším střelcem řecké fotbalové ligy. Po skončení aktivní činnosti působil jako trenér.

## Fotbalová kariéra
V jugoslávské lize hrál za FK Velež Mostar, nastoupil ve 323 ligových utkáních a dal 166 gólů. Dále hrál v Řecku za AEK Athény, nastoupil ve 106 ligových utkáních a dal 66 gólů. S AEK získal dva mistrovské tituly a jeden pohárový titul. V Poháru mistrů evropských zemí nastoupil v 6 utkáních a dal 4 góly, v Poháru vítězů pohárů nastoupil ve 4 utkáních a dal 2 góly a v Poháru UEFA nastoupil v 6 utkáních a dal 2 góly. Za reprezentaci Jugoslávie nastoupil v letech 1970-1977 ve 37 utkáních a dal 29 gólů. Na Mistrovství světa ve fotbale 1974 byl členem jugoslávské reprezentace, nastoupil ve 3 utkáních a dal 3 góly.

## Ligová bilance
| Ročník                          | Zápasy | Góly | Klub            |
| ------------------------------- | ------ | ---- | --------------- |
| Jugoslávská Prva liga 1966/1967 | 10     | 1    | FK Velež Mostar |
| Jugoslávská Prva liga 1967/1968 | 29     | 12   | FK Velež Mostar |
| Jugoslávská Prva liga 1968/1969 | 34     | 17   | FK Velež Mostar |
| Jugoslávská Prva liga 1969/1970 | 31     | 20   | FK Velež Mostar |
| Jugoslávská Prva liga 1970/1971 | 33     | 17   | FK Velež Mostar |
| Jugoslávská Prva liga 1971/1972 | 34     | 20   | FK Velež Mostar |
| Jugoslávská Prva liga 1972/1973 | 32     | 20   | FK Velež Mostar |
| Jugoslávská Prva liga 1973/1974 | 25     | 15   | FK Velež Mostar |
| Jugoslávská Prva liga 1974/1975 | 21     | 9    | FK Velež Mostar |
| Jugoslávská Prva liga 1975/1976 | 0      | 0    | FK Velež Mostar |
| Jugoslávská Prva liga 1976/1977 | 29     | 13   | FK Velež Mostar |
| Řecká Superliga 1977/1978       | 19     | 4    | AEK Athény      |
| Řecká Superliga 1978/1979       | 29     | 24   | AEK Athény      |
| Řecká Superliga 1979/1980       | 31     | 25   | AEK Athény      |
| Řecká Superliga 1980/1981       | 27     | 12   | AEK Athény      |
| Jugoslávská Prva liga 1981/1982 | 24     | 11   | FK Velež Mostar |
| Jugoslávská Prva liga 1982/1983 | 21     | 11   | FK Velež Mostar |
| CELKEM 1. jugoslávská liga      | 323    | 166  |                 |
| CELKEM Řecká Superliga          | 106    | 65   |                 |